# La Sirenita
La Sirenita (título original en danés: Den lille Havfrue) es un cuento de hadas del escritor y poeta danés Hans Christian Andersen, famoso por sus cuentos para niños. La historia sigue el viaje de una joven sirena que está dispuesta a renunciar a su vida en el mar como sirena para ganar un alma humana. Es el octavo cuento de la colección de Andersen, escrito originalmente como un ballet y fue originalmente publicado el 7 de abril de 1837.
La historia original ha sido objeto de múltiples análisis por parte de estudiosos como Jacob Bøggild y Pernille Heegaard, así como de la folclorista Maria Tatar. Estos análisis cubren varios aspectos de la historia, desde la interpretación de los temas hasta discutir por qué Andersen eligió escribir una historia trágica con un final feliz. El cuento ha sido adaptado varias veces, las adaptaciones incluyen un musical, una película animada japonesa de Toei Animation y una película animada de Walt Disney (incluida su adaptación en imagen real). En Copenhague, Dinamarca, hay una estatua que representa a la sirena del cuento de Andersen.
Se consideró fuente de inspiración del poema sinfónico Die Seejungfrau (La Sirenita) del compositor austríaco Alexander von Zemlinsky.
En 2005 se estrenó en Copenhague el ballet en tres actos La sirenita (The Little Mermaid), con música de Lera Auerbach y coreografìa de John Neumeier, basado en el cuento de Andersen. Dos años después de esta primera versión, "Copenhague", se estrenó una segunda en Hamburgo (versión "Hamburgo"), perteneciente a la misma compositora y al mismo coreógrafo. 

## Trama

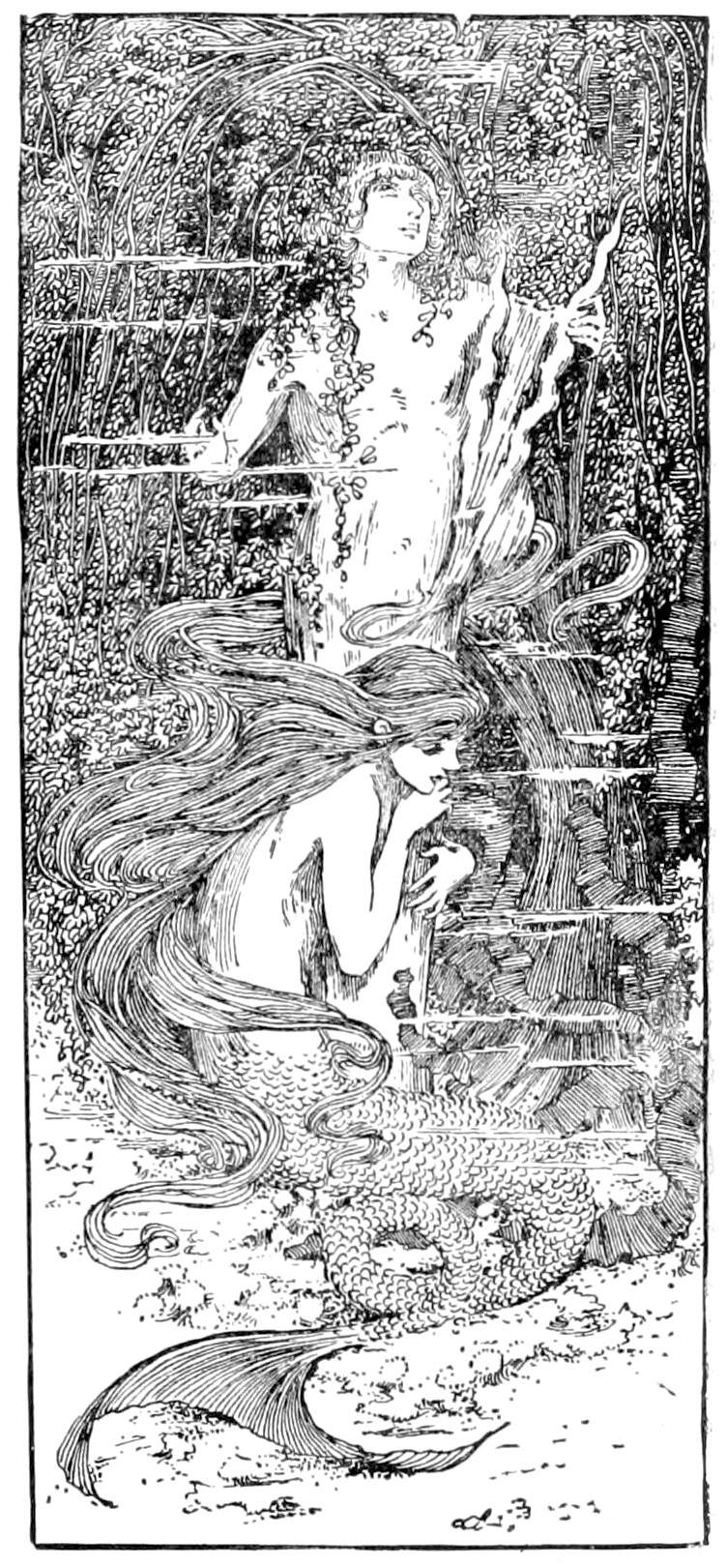
La Sirenita encuentra una estatua humana bajo el mar y la atesora.

La Sirenita vive en un reino acuático con su padre, el rey del mar, su abuela paterna y sus cinco hermanas mayores, cada una nacida con un año de diferencia. Cuando una sirena cumple 15 años, se le permite subir a mirar el mundo de la superficie. Así, cuando cada una de las hermanas va alcanzado la edad suficiente, hacen una visita a la superficie.
Al llegar el turno de la Sirenita, se aventura hacia la superficie y ve un barco con un apuesto príncipe; se enamora perdidamente de él. De repente, se desata una tormenta y la Sirenita salva al príncipe de morir ahogado en el mar. Luego lo lleva a la orilla de un país vecino y lo acerca, aún inconsciente, a los jardines de un templo; lo acompaña hasta que una joven y sus compañeras se acercan. El príncipe nunca llega a ver a la Sirenita y ni siquiera llega a saber que la Sirenita fue su verdadera salvadora del naufragio.
La Sirenita pregunta a su abuela si los humanos pueden vivir por siempre si es que no se ahogan. La abuela le explica que los humanos tienen un tiempo de vida mucho más corto que los 300 años que tienen las sirenas, pero que cuando las sirenas mueren se convierten en espuma de mar y dejan de existir, mientras que los humanos tienen un alma eterna con la que continúan existiendo en el Cielo. La Sirenita, anhelando el amor del príncipe y tener un alma eterna para vivir en el Cielo, visita a la Bruja del Mar, quien le vende una poción que le da piernas, a cambio de su voz, ya que ella tenía la voz más hermosa del mundo. En cambio, la bruja le advierte que una vez que se convierta en humana, nunca podrá volver al mar, beber la pócima le hará sentir como si una espada la está atravesando pero cuando se recuperara ella tendría dos hermosas piernas y será capaz de bailar como ningún ser humano lo ha logrado jamás. Sin embargo, en cada paso sentirá que está caminando descalza sobre cuchillas afiladas. Además, sólo tendrá un alma si consigue que el príncipe la ame y se case con ella, porque entonces, una parte de él pasará al cuerpo de ella. De lo contrario, al amanecer del día siguiente que él se case con otra mujer, la Sirenita morirá con el corazón roto y se convertirá en espuma de mar.
A pesar de las advertencias, la Sirenita acepta todo y bebe la poción. Al obtener piernas humanas va a encontrarse al príncipe a la orilla del mar cerca de su castillo, él la encuentra y la lleva a su casa; a él le atrae su belleza y gracia, aunque ella sea muda. Lo que más le gusta es verla bailar y la Sirenita baila para él a pesar del insoportable dolor que eso le causa. Cuando la madre del príncipe, la reina, ordena que se case con la hija mayor del rey del país vecino, el príncipe le dice a la Sirenita que no lo hará, porque no ama a la princesa, y que sólo puede amar a la joven del templo, quien él cree que lo salvó. Resulta que la princesa es esa joven del templo, quien había sido enviada por su padre el rey a ser educada allí, junto con sus dos hermanas menores. Al saber esto, el príncipe se enamora de la joven princesa del país vecino, la mayor de las tres hermanas princesas, y decide casarse con ella.

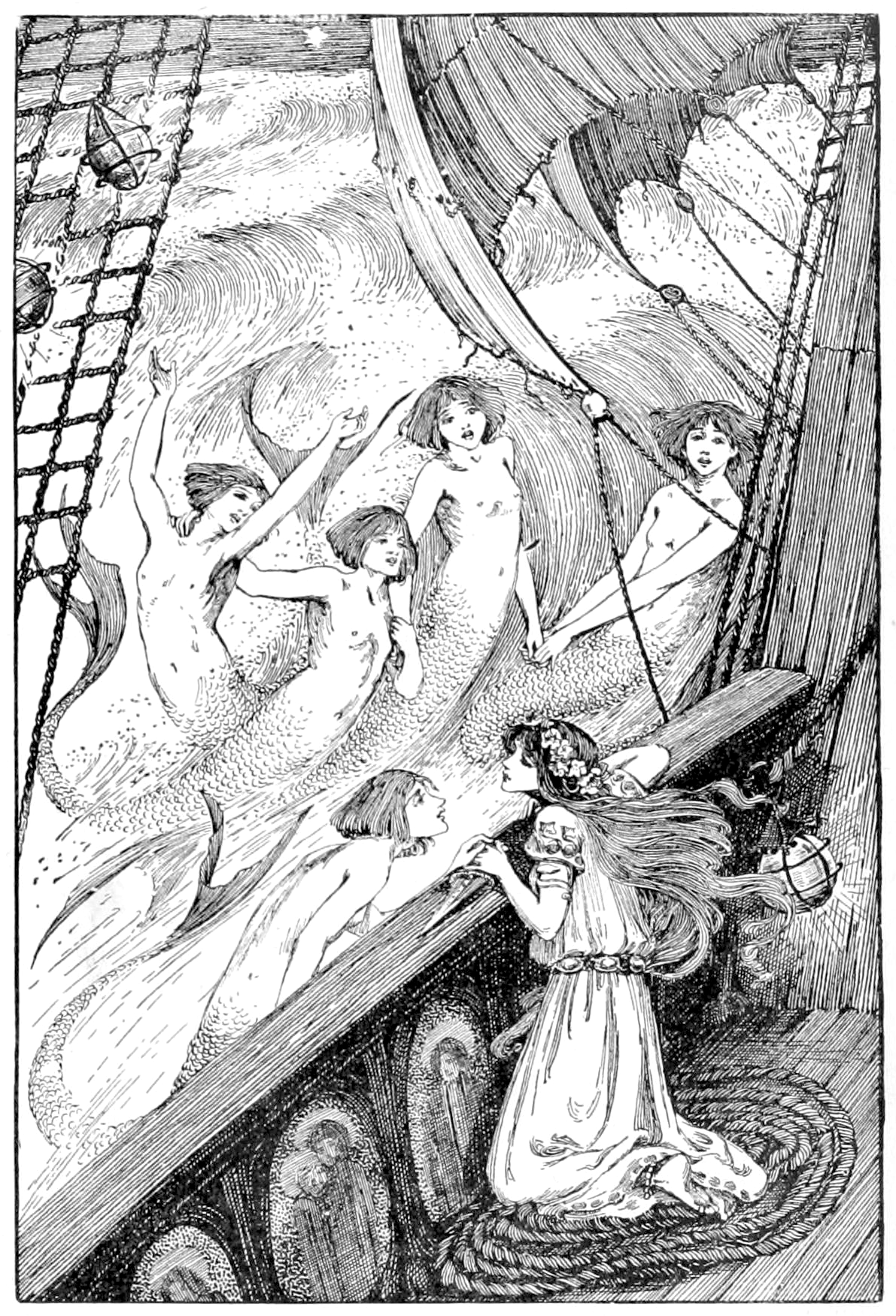
Las hermanas sirenas le dan una daga a la Sirenita.

Cuando los príncipes se casan, el corazón de la Sirenita se despedaza. Ella piensa en todas las cosas a las que renunció, todo lo que tuvo que sufrir, y se desespera totalmente, pensando que la muerte la espera al amanecer del día siguiente. Pero poco antes del amanecer, sus hermanas salen del agua y le traen una daga que la Bruja del Mar les dio a cambio de sus largos cabellos. Si la Sirenita asesina al príncipe con la daga y deja correr su sangre por sus pies, volverá a ser una sirena, todo su sufrimiento terminará y podrá vivir su vida de sirena bajo el mar, con sus 300 años de vida.
La Sirenita entra al camarote nupcial del barco de la reina mientras el príncipe duerme con su nueva esposa, pero al verlo, es incapaz de matarlo porque a pesar de todo aún lo ama. Ella regresa a la cubierta del barco y antes de que salga el sol, arroja la daga al agua la cual crea un fuerte sonido que despierta al príncipe, quien sube a la cubierta y ve la Sirenita arrojarse al mar tratando de detenerla sin conseguirlo. El sol sale por el horizonte y finalmente su cuerpo se convierte en espuma de mar; el príncipe al observar las burbujas se da cuenta de que ella siempre había sido su verdadera salvadora del naufragio, pero ya es tarde, porque en vez de dejar de existir, en recompensa por sus buenos actos, ella siente el calor y la luz del sol porque se ha convertido en un espíritu etéreo, una hija del aire.
Las demás hijas del aire, montadas en caballos alados blancos, le dan la bienvenida y le explican que se volvió una de ellas porque intentó con toda sus fuerzas obtener un alma eterna. Ella podrá ganarla haciendo buenas acciones por 300 años; por cada niño bueno y niña buena que encontrara y le provocara una sonrisa, se le restaría un año a todo ese tiempo y por cada niño malo y niña mala, ella lloraría y cada lágrima significaría un día más. Entonces, un día, ella llegaría a tener un alma inmortal que viviría eternamente en la gloria del cielo.

## Publicación

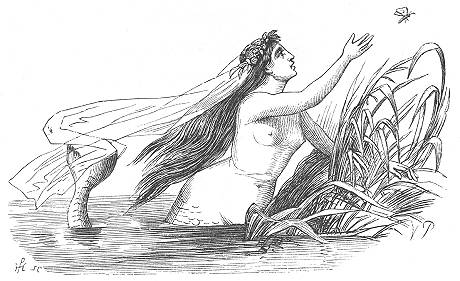
La sirenita, ilustración de Vilhelm Pedersen.

El cuento de La Sirenita fue escrito en 1836, y publicado por primera vez por C.A. Reitzel en Copenhague el 7 de abril de 1837 en la colección Cuentos de hadas contados para niños. Tercer volumen. 1837 (Eventyr, fortalte for Børn. Første Samling. Tredie Hefte. 1837). Fue reeditado el 18 de diciembre de 1849 en la colección Cuentos de hadas (Eventyr. 1850) con ilustraciones de Vilhelm Pedersen, y de nuevo el 15 de diciembre de 1862 en Cuentos e historias de hadas. Primer volumen. 1862 (Eventyr og Historier. Første Bind. 1862).

## Recepción crítica
El final con la muerte y resurrección de la sirena provocó debate y críticas. Sobre el hecho de que a los niños se les dice que su buen comportamiento ayudará a la sirena a ganar su alma más rápidamente, pero su mal comportamiento agregará días a su tiempo de servicio, P. L. Travers, autora de Mary Poppins y destacada comentarista de folclore, escribió:

"¿Se quita un año cuando un niño se porta bien, se derrama una lágrima y se agrega un día cada vez que un niño se porta mal? Andersen, esto es un chantaje. Los niños lo saben y no dicen nada. Hay magnanimidad para ti".

Otros académicos como Jacob Bøggild y Pernille Heegaard también notan que el final se aleja de la tragedia. Señalan que los eventos que llevaron a la muerte de la sirena deberían culminar en una tragedia, pero que el giro repentino permite que la narración termine con un éxito esperanzador. Bøggild y Heegaard argumentan que este final inconexo no fue el resultado del sentimentalismo y las creencias religiosas de Andersen, a las que se ha atribuido su elección de desviarse del camino trágico en el resto de la narración. Más bien, una elección consciente por la ambigüedad surgió del escepticismo de Andersen hacia los símbolos físicos y religiosos idealizados.
Sin embargo, otros críticos, incluidos Søren Baggesen y James Massengale, han argumentado que el final no está añadido, sino que es una parte natural de la estructura de la historia como narrativa religiosa. El título provisional de la historia era Hijas del aire, que son espíritus que, tal como los concibió Andersen, pueden ganar almas haciendo trescientos años de buenas obras. Al final de la historia, uno de estos espíritus le explica a la Sirenita que hacen todo el bien que pueden por la humanidad para que, al final de esos años, puedan recibir un alma inmortal y "participar en la felicidad de la humanidad". Los espíritus también explican que debido a que la Sirenita se negó a matar al Príncipe y ha pasado tanto tiempo sufriendo mientras seguía haciendo cosas buenas por los hombres, se ha "elevado [a sí misma] al mundo de los espíritus" y puede participar en los trescientos años de buenas obras junto a las Hijas del Aire.
Andersen fue influenciado por la novela corta Undine, otra historia de una sirena que gana un alma a través del matrimonio, pero sintió que su final era una mejora. En 1837, poco después de completar su manuscrito, Andersen le escribió a un amigo:

"No he permitido, como de la Motte Fouqué en Undine, que la adquisición de un alma inmortal por parte de la sirena dependa de una criatura extraña, del amor de un ser humano. ¡Estoy seguro de que eso está mal! Dependería bastante del azar, ¿no? No aceptaré ese tipo de cosas en este mundo. He permitido que mi sirena siga un camino más natural, más divino".

A Andersen le preocupaba que los significados de la historia atrajeran más a los adultos, pero en el prólogo de Cuentos de hadas contados para niños, escribió:

"Me atrevo a suponer, sin embargo, que el niño también lo disfrutará y que el desenlace mismo, considerado claramente, atrapará al niño".

## Temas e inspiraciones

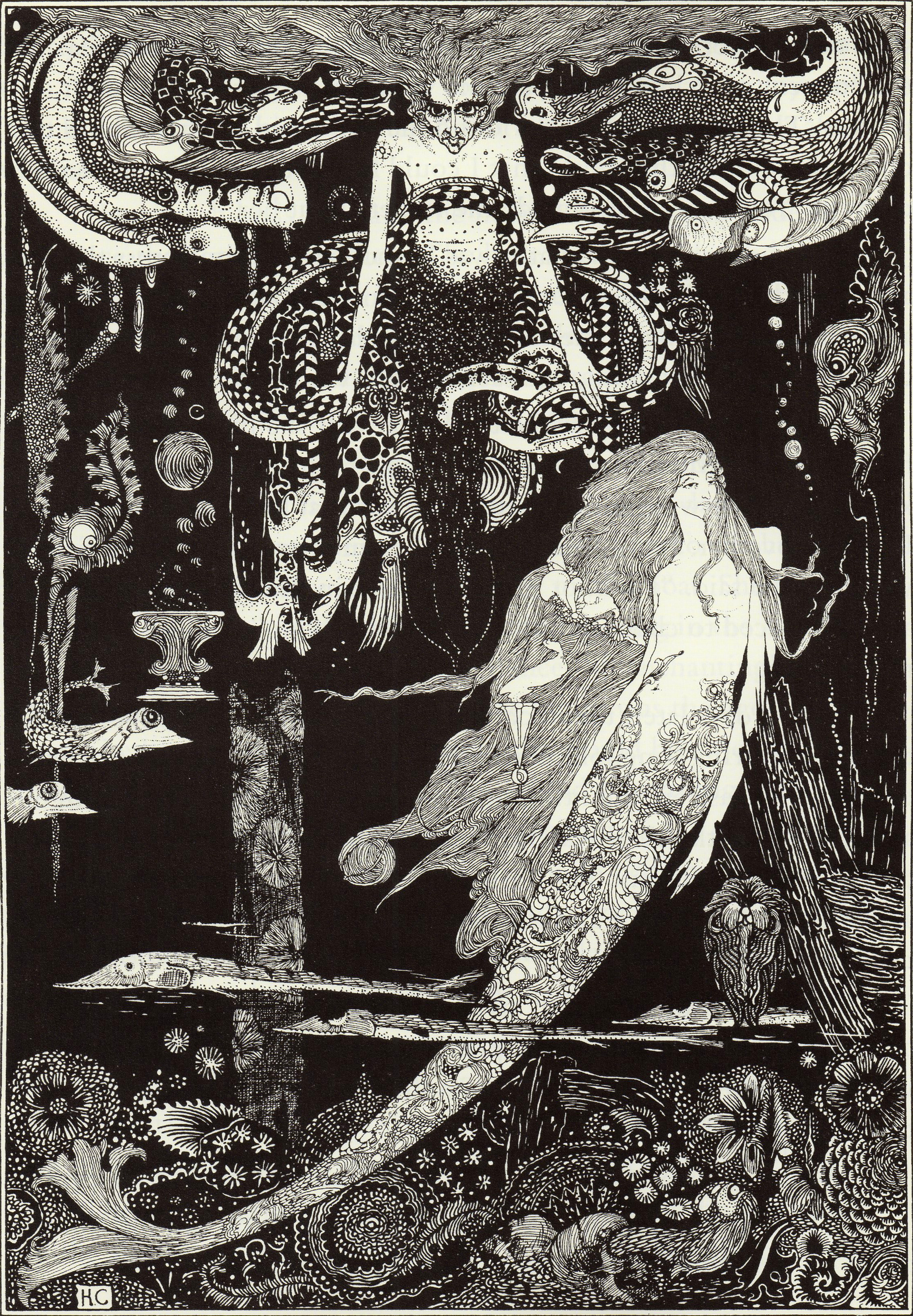
"Sé lo que quieres", dijo la bruja del mar, grabado de Harry Clarke.

En The Annotated Classic Fairy Tales de Maria Tatar, se cree que la transformación de la Sirenita de criatura marina a sirena en forma humana, y luego a una criatura del aire, refleja el compromiso constante de Andersen con la mutabilidad y los cambios de identidad. Tatar también sugiere que la Sirenita no renunció a todo solo por amor. La interpretación de Tatar del cuento es una que presenta a una rara heroína con una curiosidad investigadora que se muestra a través de la fascinación de la sirena por lo desconocido, lo prohibido y su intención de ampliar sus horizontes desde el principio. Incluso antes de ver al príncipe, muestra un intenso anhelo de visitar el mundo sobre el mar a través de acciones como: arreglar las flores de su jardín en forma de sol, escuchar las historias de su abuela y hermanas sobre la superficie, y asomándose por la ventana de la cabaña del príncipe durante las celebraciones de su cumpleaños. Tatar argumenta que la sirena quiere, sobre todo, explorar el mundo y descubrir cosas que están más allá de lo que ya sabe. El mundo de arriba parece más grande que el suyo y encierra un mayor abanico de posibilidades para ejercitar su espíritu aventurero. Esto se demuestra en algunas versiones de la historia cuando el príncipe hace que le hagan un disfraz de paje para que pueda montar a caballo y explorar la tierra con él. Aquí, su disposición a travestirse implica una disposición a transgredir los límites de género y asumir riesgos para poder ver el mundo. Tatar siente que esto también comenta sobre los intereses de Andersen en los cambios de identidad. 
En su análisis, Virginia Borges concluye que la historia contiene un mensaje sobre el amor y el sacrificio, y los peligros de aceptar abusos o tratos desconsiderados en nombre del amor.
Susan White interpreta la historia como el difícil paso liminal de la niña al orden del habla y el simbolismo social (poder, política y agencia) que se entiende simbólicamente como masculino.
El artista Pen Dalton se ha valido de la interpretación del fetichismo en el arte de Laura Mulvey para vincular a la Sirenita con el uso de ropa fetichista y la cirugía estética obsesiva con miedos masculinos a la pérdida.
Rictor Norton, en My Dear Boy: Gay Love Letters through the Centuries, teoriza que La Sirenita fue escrita como una carta de amor por Hans Christian Andersen a Edvard Collin. Esto se basa en una carta que Andersen le escribió a Collin, al enterarse del compromiso de Collin con una mujer joven, casi al mismo tiempo que se escribió La Sirenita. Andersen escribió: «Languidezco por ti como por una bonita moza calabresa […] mis sentimientos por ti son los de una mujer. La feminidad de mi naturaleza y nuestra amistad deben seguir siendo un misterio». Andersen también envió la historia original a Collin. Norton interpreta la correspondencia como una declaración del amor homosexual de Andersen por Collin y describe La Sirenita como una alegoría de la vida de Andersen.

## Adaptaciones

### Novelas
- My Love, My Love: Or The Peasant Girl (1985): una novela de Rosa Guy basada en el cuento de Andersen e inspiró el musical Once on This Island, ambientado en las Antillas francesas.
- Princess Mermaid (2002), una adaptación impresa de la artista japonesa Junko Mizuno como la tercera y última parte de sus "cuentos de hadas rotos".
- The Mermaid's Madness (2010), una adaptación del libro de Jim C. Hines, en la que la sirena, Lirea, busca vengarse del príncipe humano que negó sus avances, habiéndose vuelto loco debido a un efecto secundario de su transformación.
- The Little Android (2014), una adaptación de un cuento de Marissa Meyer como parte de la serie The Lunar Chronicles y que aparece en la colección Stars Above. El personaje principal se representa como un androide llamado Mech6.0.
- The Mer Chronicles de Tobie Easton (2016-2019), una serie de novelas para adultos jóvenes que se centra en un pariente lejano de la Sirenita en los tiempos modernos y su propio romance con un humano.
- To a Kill a Kingdom de Alexandra Christo (2018), una novela para adultos jóvenes en la que la sirena es enviada a matar al príncipe pero acaba enamorándose de él.
- La piel del mar (2021), una novela para adultos jóvenes de Natasha Bowen que mezcla la fábula con las tradiciones religiosas de África occidental.

### Manga y cómics
- Classic Ilustrated (década de 1950), una serie de cómics estadounidense creado por Albert Kanter, se publicó una versión impresa en el número 525.
- Angel's Hill (Angel no Oka, 1960), un manga de Osamu Tezuka.
- La Sirenita (2017), adaptación a novela gráfica de Metaphrog.

### Cine

#### Largometraje soviético
Este largometraje ruso de 1976 fue dirigido por Vladimir Bychkov y protagonizado por Viktoriya Novikova como la sirena. La historia está ambientada en el siglo XIII. La sirena salva al príncipe de ahogarse, después de que otras sirenas cautivan a los marineros para que estrellen su barco contra las rocas. El príncipe es salvado por una princesa local bajo cuyo cuidado se recupera. La sirena busca casarse con el príncipe. Un manitas viajero intenta ayudar a la sirena en su amor. Encuentra a una bruja local que cambia su cola por patas a cambio de su cabello. El príncipe se casa con la princesa local y la sirena está destinada a morir el mismo día. El manitas viajero desafía al príncipe a una pelea y muere. Su sacrificio salva a la sirena de la muerte y su alma se vuelve eterna.

#### Andersen Dowa: Ningyo Hime
Película de animación japonesa (1975) de la productora Toei Animation, basada en el cuento clásico de Andersen.
Marina, la sirenita más hermosa y más joven de la familia real del océano siente una irresistible curiosidad por el mundo de los humanos. Un día, mecida por las olas en la superficie, ve acercarse un navío y contempla a un guapo príncipe a bordo. De pronto, una terrible tormenta se desata y se abate sobre el barco haciendo que el príncipe caiga por la borda. Marina nada en su ayuda y lo salva, llevándolo hasta la costa. Marina queda perdidamente enamorada del apuesto príncipe y decide entonces enfrentar cualquier peligro con tal de poder convertirse en una chica humana.
Esta adaptación fue realizada por Tomoharu Katsumata, director de Capitán Harlock, Mazinger Z y Los Caballeros del Zodiaco y la trama es mucho más fiel al cuento original de Andersen que la posterior adaptación de Disney, que es más conocida.

#### Faerie Tale Theatre
Filmada en 1987, esta entrega del Fearie Tale Theatre de Shelley Duvall le da a la Sirenita el nombre de "Perla". Vive bajo el mar con su padre, el rey, y sus tres hermanas mayores. En su vigésimo primer cumpleaños, sale a la superficie y ve a un príncipe en un barco, del que se enamora mientras le canta desde el mar. Más tarde, cuando el barco se incendia y el príncipe es arrojado al mar, Perla lo rescata y lo lleva a la orilla. Allí, lo reanima y se besan, aunque él no está del todo consciente y para él es como un sueño. Perla debe regresar al mar antes de que despierte del todo.
Perla le cuenta a su familia lo sucedido y que está enamorada de un mortal. Intentan disuadirla, pero en lugar de eso, va a ver a la Bruja del Mar, quien también intenta disuadirla. Perla está decidida. Cambia su voz por piernas. Si no logra conquistar el amor del príncipe, se convertirá en espuma de mar la mañana después de que él se case con otra. Mientras tanto, el príncipe, aún en la playa donde Perla lo trajo, es encontrado por Amelia, una princesa de un reino vecino. El príncipe transfiere su amor por Perla a ella, creyendo que es su salvadora, y comienzan un cortejo que, según descubren, sus padres anhelaban para unir sus reinos. El príncipe y Amelia pasean cuando se encuentran con Perla, desnuda y con sus piernas recién desarrolladas, en la orilla. La llevan al castillo y descubren que es muda, pero encantadora. Perla y el Príncipe se besan, pero él se disculpa. Finalmente, Amelia le dice al Príncipe que sabe que Perla está enamorada de él y le pide que hable con ella. El Príncipe le pregunta a Perla y ella le dice que es verdad. El Príncipe le dice que la ama, pero que no está enamorado de ella, y que se casará con Amelia. Perla está desconsolada.
Tras la boda del Príncipe con Amelia, las hermanas de Perla salen a la superficie y anuncian que han entregado su cabello a la bruja del mar a cambio de una daga. Perla debe usarla para matar al Príncipe y dejar que su sangre gotee sobre sus pies. Entonces, volverá a ser una sirena y podrá seguir viviendo como antes. Perla toma la daga, pero no puede seguir adelante porque ama demasiado al Príncipe. Su cuerpo desaparece entonces como era de esperar, pero, por su pureza de corazón, no se desvanece en la espuma del mar, sino que se convierte en un espíritu del aire y vela por la pareja real durante el resto de sus largas y felices vidas.

#### Adaptación de Disney
El 17 de noviembre de 1989, Walt Disney Pictures estrenó la película de animación La Sirenita (The Little Mermaid) basada en el cuento clásico de Hans Christian Andersen. Se trata de una adaptación libre del cuento de Andersen y cuenta la historia de una princesa sirena llamada Ariel, que sueña con convertirse en humana, especialmente después de enamorarse de un príncipe humano llamado Eric. Es escrita, producida y dirigida por Ron Clements y John Musker, con la banda sonora de Alan Menken y Howard Ashman (quien también se desempeñó como coproductor), la película cuenta con las voces de Jodi Benson, Christopher Daniel Barnes y Pat Carroll.
Existen similitudes de la película en comparación con el cuento de Andersen, ya que se habían omitido o reemplazado para que esta versión sea parte de un público infantil:
| 1. En el cuento, Andersen no le puso nombre propio a la Sirenita; en la película, a la Sirenita se llama Ariel. 2. En el cuento, la Bruja del Mar es en cierto modo un personaje neutral y secundario; en la película, la Bruja del Mar es un personaje malvado, maligno y pérfido, siendo la villana de la película. 3. En el cuento, el príncipe está enamorado de otra princesa desde el principio; en la película, no aparece este personaje. 4. En el cuento, la relación entre la Sirenita y sus hermanas es muy estrecha, sus hermanas tienen un papel crucial en el desenlace de la historia; en cambio, en la película aparecen muy poco. Al contrario, en el cuento original el Rey del mar (Tritón) no tiene un papel importante, y no vemos su relación con la Sirenita; en cambio, en la película se le da gran importancia a la relación padre-hija. 5. Los finales son completamente distintos. En el cuento, la Sirenita no consigue el amor del príncipe y ni siquiera termina casándose con él, sino que termina convirtiéndose en una hija del aire. En la película, este final tan triste y trágico se sustituye por un final feliz en el que el amor entre los dos acaba triunfando frente a las adversidades; el príncipe y la Sirenita logran casarse y vivir felices eternamente. La crueldad del cuento original se ha dulcificado. |

La película se planeó originalmente como parte de uno de los primeros largometrajes de Walt Disney Productions, un paquete de película propuesto con viñetas de cuentos del propio Andersen. El desarrollo comenzó a fines de la década de 1930, pero se retrasó debido a diversas circunstancias. En 1985, Clements se interesó en una adaptación cinematográfica de La Sirenita mientras se desempeñaba como director en The Great Mouse Detective (1986). Clements descubrió el cuento de hadas de Andersen mientras hojeaba una librería. Creyendo que la historia proporcionaría una "base ideal" para una película animada y deseando crear una película que tuviera lugar bajo el agua, Clements escribió y presentó un tratamiento de dos páginas del largometraje al director ejecutivo de Disney, Jeffrey Katzenberg, quien aprobó la idea para un posible desarrollo al día siguiente. Mientras estaba en producción en la década de 1980, el personal encontró por casualidad la historia original y el trabajo de desarrollo visual realizado por Kay Nielsen para la función de Andersen de la década de 1930 propuesta por Disney. Muchos de los cambios realizados por el personal en la década de 1930 a la historia original de Andersen coincidieron con los cambios realizados por los escritores de Disney en la década de 1980.
En 2023, la película de 1989 se adaptó a una nueva versión de acción en vivo.

#### Gake no ue no Ponyo
Película de animación japonesa (2008) producida por Studio Ghibli, distribuida por Tōhō y dirigida por Hayao Miyazaki (siendo el octavo largometraje japonés que Miyazaki dirige para Studio Ghibli y la décima colección de películas del mismo Miyazaki) que a su vez, es una adaptación libre del cuento de Andersen.
La película cuenta la historia de Ponyo, un pez dorado que escapa del océano y recibe la ayuda de un niño humano de cinco años llamado Sōsuke, tras ser arrastrado a la orilla atrapado en un frasco de vidrio. A medida que se conectan, Ponyo anhela convertirse en una niña humana, a pesar de las devastadoras circunstancias que le acarrea la adquisición y el uso de la magia. Al igual que en la adaptación de Disney, el final de esta película de Miyazaki cuenta con un final feliz.
La versión en habla inglesa se estrenó el 14 de agosto de 2009 en 927 cines de todo Estados Unidos, siendo el estreno más amplio para un largometraje de Studio Ghibli en ese país. producida por The Kennedy/Marshall Company y estrenada por Walt Disney Studios Motion Pictures a través de su sello Walt Disney Pictures.

#### Adaptación de Chris Bouchard
Este largometraje estadounidense de 2018 fue dirigido por Chris Bouchard y protagonizada por Poppy Drayton como la personaje titular bajo el nombre de Elizabeth. Inspirado de manera independiente en el cuento de Andersen, se encuentra ambientado en Mississippi y el argumento cuenta una versión de La Sirenita en que ella es una princesa sirena que es engañada por un mago que le roba el alma y la obliga a vivir lejos de su hogar en el océano, esclavizada por el mago para siempre.

#### Bubble
Película de animación japonesa (2022) producida por Wit Studio, escrita por Gen Urobuchi y dirigida por Tetsurō Araki, distribuido por Warner Bros. Japan en Japón y mundialmente por Netflix. El argumento es una adaptación parcial del cuento de Andersen, ambientado en un Tokio postapocalíptico invadido por burbujas que rompen las leyes de la realidad. Una explosión en la Torre de Tokio concentra todas las burbujas de Tokio, pero la vuelve inhabitable y ocasiona que varios jóvenes desafían las restricciones y viven ahí de todos modos, utilizando los torneos de parkour como medio para intercambiar suministros.
El final es muy fiel a la obra de Andersen, sólo que en esta ocasión, las burbujas desaparecen de la ciudad de Tokio y los ciudadanos regresan para comenzar la reconstrucción, mientras que los equipos de parkour también continúan sus vidas.

### Serie de televisión

#### Serie de televisión de NBC
En 1958, NBC comenzó a transmitir un nuevo programa de televisión titulado Shirley Temple's Storybook, una serie de antología infantil estadounidense que fue presentada y narrada por la actriz Shirley Temple. La serie presenta adaptaciones de cuentos de hadas como Mother Goose y otras historias orientadas a la familia interpretadas por actores conocidos. La primera temporada de dieciséis episodios en blanco y negro y en color se emitió en NBC entre el 12 de enero de 1958 y el 21 de diciembre de 1958 como Shirley Temple's Storybook. Trece episodios de la primera temporada se volvieron a emitir en ABC a partir del 12 de enero de 1959. La segunda temporada de veinticinco episodios en color se emitió en NBC como The Shirley Temple Show entre el 18 de septiembre de 1960 y el 16 de julio de 1961 en el mismo formato que tenía bajo su título original.
El programa emitió su adaptación de la Sirenita el 5 de marzo de 1961 como episodio 22 durante la segunda temporada del programa. La propia Shirley Temple interpretó a la sirena. A diferencia de la historia original, la sirena no renuncia a su voz para convertirse en humana, pero aun así no logra conquistar el corazón del príncipe cuando éste se enamora de la princesa que lo encontró. Al final, cuando no puede decidirse a matar al príncipe con la daga, se prepara para arrojarse al mar. El propio Neptuno interviene y dice que por su acto desinteresado, se ha ganado el derecho a volver a convertirse en sirena y reunirse con su familia, dando a la historia un final feliz.

#### The Idle Mermaid
En 2014, se estrenó en Corea del Sur una serie de televisión titulada The Idle Mermaid, protagonizada por Jo Bo-ah, On Joo-wan, Song Jae-rim y Park Ji-soo. Es una adaptación moderna del cuento de Andersen ambientado en la ciudad moderna de Seúl y cuenta la historia de una princesa sirena llamada Aileen que al obsesionarse con un chef llamado Kwon Shi Kyung, decide convertirse en humana y tras su transformación más de alguna locura comete.
Se transmitió en el canal tvN del 7 de agosto al 9 de octubre de 2014 los jueves a las 23:00. Originalmente programada para durar 14 episodios, el número total de episodios se redujo a 10. La serie inspiró una adaptación indonesia no oficial llamada Mermaid in Love.